# 下野紘&梶裕貴のRadio Misty
下野紘&梶裕貴のRadio Misty（しものひろとかじゆうきの らじおみすてぃ）は、インターコミュニケーションズの提供するインターネットラジオ番組。パーソナリティは声優の下野紘と梶裕貴。

## コーナー

### 主要コーナー
ふつおたコーナー（第1回〜第99回）
リスナーからのメールを紹介するコーナー。
ジングルで遊ぼう（第63回〜第99回）
リスナーに言ってもらいたい言葉と演出を送ってもらい、それを番組のジングルとして所々で流すコーナー。「ギャップって萌えるよね」のコーナーの流れを組んでいる。
作品紹介のコーナー（第1回〜第99回）
インターコミュニケーションズから発売される最新作品情報の紹介、作品CM・キャストコメントを配信するコーナー。
Misty観光大使!（第64回〜第99回）
日本全国47都道府県から毎回1つを特集するコーナー。寄せられた地元に関わる様々な情報を紹介し、最後にそれらの情報を総合したCMを即興で作ってまとめる。第1、2回目を除き、特集する都道府県はその前々回にくじ引きによって決まる。
癒してあげ騎士〜Knight〜（第65回〜第99回）
毎回番組側がテーマ（シチュエーション）を提示し、対してそれに沿って寄せられた希望のセリフをパーソナリティが言うコーナー。このコーナー中はリスナーのことを、ペンネームの後に女性の場合は「姫」、男性の場合は「王子」を付けて呼ぶ。
Misty制作会議（第66回〜第99回）
リスナーからの要望やアイディアを参考に、ドラマCDや番組グッズなどの商品を一から作り上げるコーナー。第1弾（現在）はドラマCDを制作中。
インフォメーション（第1回〜第99回）
インターコミュニケーションズ・本番組・パーソナリティに関連した情報の告知コーナー。
今回のラストコールはあなたです!（第27回〜第99回）
リスナーから募った「番組の締めに言ってもらいたい言葉」で番組を締めるという主旨。

### 終了したコーナー
おかしな☆おかし（第2回〜第13回）
梶が考案したコーナー。リスナーから寄せられる様々な珍しい・面白い菓子を実際にパーソナリティの2人が食べて、リアクションをしていく。
癒してあげNight（第2回〜第13回）
下野が考案したコーナー。名前にもあるとおり、癒しがコンセプト。リスナーから寄せられた希望の設定のセリフをパーソナリティの2人が各々考え、言っていく。
これが俺の正義だ!（第17回〜第26回）
リスナーから寄せられたお題やどちらかに決められないという悩み（2択）に対し、パーソナリティが熱く意見を戦わせるコーナー。対決内容を参考にしてリスナーに投票してもらい、次回配信にて勝敗が決まる。敗者（引き分けの場合は両者）は罰ゲームを受ける。
へーんしん!（第16回〜第26回）
「キャラクター」「性格」「（30秒・1分・3分・なしの中から4択）タイムリミット」「お題（シチュエーション）」をそれぞれくじ引きで決定し、パーソナリティの2人が指定された条件のキャラクターで、制限時間内にお題に沿いながら話を作るコーナー。
癒してあげ騎士 -今夜もあなたと-（第27回〜第60回）
「癒してあげNight」の復活版。コーナーの主旨や流れは「癒してあげNight」と同様。「Night」を「騎士」と変えた。
ギャップって萌えるよね（第29回〜第60回）
リスナーから、思いついた単語やセリフなどの言葉と、その言葉にギャップを感じるような言い方を考えてもらい、そのニュアンスを楽しむコーナー。
これが俺たちの正義だ!（第30回〜第60回）
「これが俺の正義だ!」のリニューアル版。リスナーから寄せられたお題やどちらかに決められないという悩み（2択）に対し、パーソナリティが意見を交え、結論を出すコーナー。
へーんしん（第32回〜第60回）
「へーんしん!」のリニューアル版。即興会話劇のコーナー。「キャラクター」「性格」「お題（シチュエーション）」をそれぞれくじ引きで決定し、パーソナリティの2人が指定された条件のキャラクターで、制限時間1分以内にお題に沿いながらストーリーを作り上げる。

## 配信経歴
- 第1回 『大嫌いなものはプレッシャー』（2008年7月4日）
- 第2回 『まさか下野さんに「殺す」って言われるなんて…』（2008年7月18日）
- 第3回 『エチゼンクラゲの後遺症』（2008年8月1日）
- 第4回 『梶君はすぐにボールペンを壊す』（2008年8月15日）
- 第5回 『下野さん、そのヒジどうしたんですか?』（2008年8月29日）
- 第6回 『皆さんに重大発表があります』（2008年9月12日）
- 第7回 『俺がアイツでアイツが俺で』（2008年9月26日）
- 番外編 『番外編 ふつおた特集!』（2008年10月6日）
- 第8回 『エチゼンクラゲのえっちー』（2008年10月10日）
- 第9回 『愛人は合鍵で殺す』（2008年10月24日）
- 第10回 『Radio Misty ベスト10』（2008年11月7日）
- 第11回 『下野さん…いい加減にしてください』（2008年11月21日）
- 第12回 『ゲストは安元さんです （…知ってる）』（2008年12月5日/公開録音ゲスト：安元洋貴）
- 第13回 『オオカミが来たぞー!…いや、ジェイソンが来たぞー!』（2008年12月19日）
- 番外編 『番外編 ふつおた特集2!』（2008年12月25日）
- 第14回 『あけましておめでとうございます』（2009年1月9日）
- 第15回 『俺たち、無茶するぜ!』（2009年1月23日）
- 第16回 『オオカミが来たぞー!…いや、アイツが来たぞー!』（2009年2月6日/ゲスト：代永翼）
- 第17回 『病人の二人がおおくりする、スーバー★イリュージョン!』（2009年2月20日）
- 第18回 『紘は喜び庭駆け回り、裕貴は炬燵で円くなる。』（2009年3月6日）
- 第19回 『別にアンタが新人賞とったからって悔しくないんだからねっ!』（2009年3月20日）
- 第20回 『…春だからかなぁ…。なんか下野さんの頭からお花のにおいがする…。』（2009年4月3日）
- 第21回 『嵐を呼ぶアシスタント!…の巻』（2009年4月17日）
- 特別編 『下野紘&梶裕貴のRadio Misty 公開録音2回目!』（2009年4月24日/公開録音ゲスト：代永翼、谷山紀章）
- 第22回 『ご覧ください…あ、間違えた…ご期待ください』（2009年5月1日）
- 番外編 『番外編 ふつおた特集3!』（2009年5月1日）
- 第23回 『「おかん、今日の晩ごはん何?」「…んぁ? あー、あれ、あの肉焼いた、あ、焼肉や」』（2009年5月15日）
- 第24回 『自爆スイッチ!』（2009年5月29日）
- 第25回 『Radio Misty いっきまーす!』（2009年6月12日）
- 第26回 『1年でいうところの大晦日ってやつですね』（2009年6月26日）
- 第27回 『あ、すみません。…Misty追加で!』（2009年7月3日）
- 第28回 『「こないだテレビ見てたらさ、ゆうたんと同じ帽子かぶってた人がいたの!女の人で」「……あぁ…」』（2009年7月10日）
- 第29回 『一概にエチゼンクラゲが悪いとも言えません。これはやはり人間にも責任があるんじゃないでしょうか』（2009年7月17日）
- 第30回 『やだ、前の2人がカップルシートみたいで、あっ、触れ合ってる!…ってマジ引くわ』（2009年7月24日/ゲスト：鈴木達央）
- 第31回 『「下野さんてスタッカートみたいな人ですよね」「…あぁ、よく言われる」』（2009年7月31日）
- 第32回 『（SE）風鈴の音 梶「あー、下野さん、いい風ですねー」下野「あー、スイカ食いてぇ」梶「下野さん、まあまあ一杯…一杯どうぞ」下野「ああ、はいはい」 （SE）ビールを注ぐ音 梶「おおっとっと」下野「おおおおっ…」梶「このぐらいで大丈夫ですか?」下野「おうおう…」』（2009年8月7日）
- 第33回 『みんな…今日は寝れないよ…（絶叫）』（2009年8月14日）
- 第34回 『2本録り、1本目。』（2009年8月21日）
- 第35回 『2本録り、2本目。』（2009年8月28日）
- 第36回 『今週も、怪談特集です。ひゃー』（2009年9月4日）
- 第37回 『こんにちMisty★ミ（ほし、み）』（2009年9月11日）
- 第38回 『ゆうたん…俺はもうだめ（グワッ）…まだまだ元気ぃ〜!』（2009年9月18日）
- 第39回 『なんか最近、ゆうたんに流されっぱなし…』（2009年9月25日）
- 第40回 『からあげフェスティバル!』（2009年10月2日）
- 第41回 『最近、ゆうたんが冷たいんです…』（2009年10月9日）
- 第42回 『あ、シールだけもらえますか?』（2009年10月16日）
- 第43回 『はぢめての、ひとりMisty…』（2009年10月23日）
- 第44回 『えっちーのSOS!!』（2009年10月30日）
- 第45回 『あ、ストップウォッチ忘れたけどぉ?』（2009年11月6日）
- 第46回 『ジェイソンがきたぞぉ〜!…いや、やっぱ、ジェイソンがきたぞぉ〜〜!!』（2009年11月13日）
- 第47回 『うがいしちゃったよ…』（2009年11月20日）
- 第48回 『◇#!$☆￡えっちー%*@?[4]』（2009年11月27日）
- 第49回 『ゴメン、こより作っちゃった…』（2009年12月4日）
- 第50回 『キリ番っ!!』（2009年12月11日）
- 第51回 『ふつぅー!』（2009年12月18日）
- 第52回 『聖なる夜に…』（2009年12月25日）
- 第53回 『超次元ラジオ!!!』（2010年1月8日/ゲスト：立花慎之介）
- 第54回 『復活っ!!!』（2010年1月15日）
- 第55回 『松井!!』（2010年1月22日）
- 第56回 『うるおうわぁ〜…』（2010年1月29日）
- 第57回 『●×△■☆※〜行こう!!』（2010年2月5日）
- 第58回 『飲んでものまれるな。』（2010年2月12日）
- 第59回 『はじまりましたよぉ』（2010年2月19日）
- 第60回 『ぼくはここにいるよ。』（2010年2月26日）
- 第61回 『3Dえっちー』（2010年3月5日）
- 第62回 『第四回公開録音はじまるよ〜♪』（2010年3月12日/公開録音ゲスト：寺島拓篤）
- 第63回 『オレの背番号』（2010年3月19日）
- 第64回 『ゆう〜♪たん〜♪』（2010年3月26日）
- 第65回 『オオカミが来たぞ〜!昨日だけどね〜!』（2010年4月2日）
- 第66回 『てへ。ペロ☆ イラっとすんなぁ〜』（2010年4月9日）
- 第67回 『ピンポン♪ 正解はエチゼンクラゲ!!』（2010年4月16日）
- 第68回 『もう3歳〜!!×10だね。』（2010年4月23日）
- 第69回 『30歳になったんだから、もう噛むのやめような。』（2010年4月30日）
- 第70回 『グゥ〜ン!!!』（2010年5月7日）
- 第71回 『やっぱりまだまだ半袖だと寒いっっ!!』（2010年5月14日）
- 第72回 『仕事なんだからしょうがないよ。 …うん。』（2010年5月21日）
- 第73回 『スイカってうまいっス☆』（2010年5月28日）
- 第74回 『あたり屋』（2010年6月4日）
- 第75回 『日本!日本!!日本!!!』（2010年6月11日）
- 第76回 『うどんかぁ…食べたかったなぁ。』（2010年6月18日）
- 第77回 『Lucky Seven』（2010年6月25日）
- 第78回 『2周年!!』（2010年7月2日）
- 第79回 『鳴くよ鶯…ホロッホー!』（2010年7月9日）
- 第80回 『エイティーン…あ、エイティだね…』（2010年7月16日）
- 第81回 『逃がさないよ…』（2010年7月23日）
- 第82回 『くもたんっ!!』（2010年7月30日）
- 第83回 『ひろたんっ!!』（2010年8月6日）
- 第84回 『ネズミトリ♪』（2010年8月13日）
- 第85回 『ハングルでもにょろにょろ!』（2010年8月20日）
- 第86回 『絶対に一人では聞かないでください…な〜んて事は言わないよ♪』（2010年8月27日）
- 第87回 『25歳、おめでとーっ!!』（2010年9月3日）
- 第88回 『梨高いんだよな…』（2010年9月10日）
- 第89回 『フッ…   ぷっはははは…』（2010年9月17日）
- 第90回 『まぁ、やっぱ半ソデはキツイよね…』（2010年9月24日）
- 第91回 『ナンモ出ねって。なぁんで………（以下略） …愚痴ばっか。』（2010年10月1日）
- 第92回 『いや、二日酔いでラジオやるのもいいもんだよ（笑）』（2010年10月8日）
- 第93回 『初心、忘るべからず。』（2010年10月15日）
- 第94回 『わっかんない…』（2010年10月22日）
- 第95回 『本当に…ちょっと、照れちゃった…』（2010年10月29日）
- 第96回 『親しき仲にも礼儀あり。』（2010年11月5日）
- 第97回 『え?同意が得られないの?好きだよ、雪。』（2010年11月12日）
- 第98回 『わり、今日も飲んじゃった。昨日か…』（2010年11月19日）
- 第99回 『ごめんね、佐々木くんの話なんかしちゃってさ、こんな大事な時に。』（2010年11月26日）

## イベント
公開録音会場では、開催時期などに因んだ公開録音限定販売の番組特製グッズが販売される。番組特製Tシャツ（通称「ミスT」）は第1回公開録音開催時から必ず制作され、開催毎にデザインは異なる。
第1回公開録音
2008年11月28日、パセラ リゾーツ銀座店 BENOAにて開催。番組初のイベント。ゲストは安元洋貴。作品紹介のコーナーでは2009年1月発売作品から、出演者である鈴木達央・平川大輔、福山潤・菅沼久義・新谷良子より作品の紹介に加え公開録音向けのコメントも寄せられた（DVDには収録されていない）。途中でアルコールが登場し出演者が呑みながら行われた唯一の番組関連イベント。会場では「下野紘&梶裕貴のRadio Misty 特別編」が先行発売された。
第2回公開録音
2009年4月5日、THEATRE1010にて開催。ゲストは代永翼、谷山紀章。2008年度声優アワード新人男優賞を受賞した梶と、開催された月が誕生月であった下野の為、スタッフ・出演者・観客総出のサプライズ企画を行う。お互いに相手のサプライズ企画しか知らなかった2人は驚き、特にアンコールの大部分を使い誕生日を祝われた下野は喜び感涙した。最後はサインボール投げを行い、幕を閉じた。会場では「下野紘&梶裕貴のRadio Misty DJCD Vol.1」が先行発売された。
第3回公開録音
2009年8月30日、浜離宮朝日ホールにて開催。初のゲストなしの公開録音であり、公開録音で唯一番組としての配信もDVD化もされていない（全員サービスCDに音声が収録）。夏ということで、パーソナリティが浴衣姿で登場。またこの日に会場でCDが先行発売された番組のテーマソング「Tomorrow's Wind」「Misty Moon」のライブもあった。開催日が梶の誕生日に近い為、第2回公開録音の下野の時と同様に、サプライズを企画した。事前に用意された、下野が作詞作曲しスタッフが編曲したオリジナルバースデーソングを下野と観客が歌い、前野智昭、鈴木達央、小野大輔、安元洋貴・谷山紀章からのバースデーメッセージ（CDには収録されていない）を流し、パーソナリティがお互いへのメッセージを伝え合うなどした。
第4回公開録音
2010年2月21日、科学技術館 サイエンスホールにて開催。ゲストは寺島拓篤。第2回、第3回のパーソナリティへのサプライズバースデー企画を経て、今回は観客へのサプライズという趣旨で行われる。全体的に衣装チェンジや小道具などの多い視覚的要素が満載のイベントとなった。また、開催日の一週間前がバレンタインであったことから、ネタとしてチロルチョコに似せたオリジナル特製柄の包装紙を使用した1口サイズチョコレートが来場者に配布された。イベント終盤の来場者だけが見聞きできる（映像化されていない）フリートークコーナーでは、梶の提案により急遽、朗読劇「シンデレラ」を行い、時間をおしながらも好評のままイベントは終了した。会場では「Radio Misty 特別版 クリスマス&バレンタイン ショート・ドラマ Dear…」「下野紘&梶裕貴のRadio Misty DJCD Vol.11」が先行発売された。
「下野紘&梶裕貴のRadio Misty 特別編2 僕らの大江戸温泉物語」発売記念イベント
2010年4月17日、渋谷シアター TSUTAYAにて開催された「下野紘&梶裕貴のRadio Misty 特別編2 僕らの大江戸温泉物語」発売記念イベント。出演者は下野紘と梶裕貴。イベント内容はDVD内容の一部上映会+キャストによるコメンタリー（DVD制作裏話など）。このイベント参加には、このDVDの予約をした上での参加申込が必要で、参加者はイベント当日に先行で手渡された。会場では下野と梶がDVDの舞台となった大江戸温泉物語で買ったおみやげが貰えるプレゼント抽選が行われたが、2人がそのおみやげを選んでいる映像が来場者限定として会場で上映された。
また、開催日の4日後が下野の誕生日ということで、「やらせサプライズバースデー（下野自身は具体的な内容そのものを知らないが、企画が行われることは知らされている状態で、何も知らなかったという体でリアクションをする、というもの）」を企画。えっちーの顔を模した特注ケーキや、ホッピー会社から贈られた段ボール1箱分のホッピーなどが登場し、梶から下野へ宛てた手紙を朗読し、下野へ渡された。
下野による即興曲の披露や、第2回公開録音以来の「下野紘で遊ぼう!」「梶裕貴で遊ぼう!」の公開撮影も行われた。

## 関連商品

### DVD
下野紘&梶裕貴のRadio Misty 特別編（2008年12月25日発売/同年11月28日先行発売）
出演：下野紘、梶裕貴
ロケーションDVD。普段のスタジオでのラジオ収録風景を始め、主にハウススタジオでの出演者の様々なコスプレやオリジナル企画、「おかしな☆おかし」「癒してあげNight」の特別版などの模様を収録している。2008年11月28日に行われた公開録音会場で来場者に無料配布された番組特製ミニタオルが一般販売の数量限定特典として付いた。
下野紘&梶裕貴のRadio Misty 〜はじめての公開録音編〜（2009年2月25日発売）
出演：下野紘、梶裕貴、安元洋貴
2008年11月28日にパセラリゾーツ銀座店 BENOAにて開催された第1回公開録音（第12回配信分）の模様に加え、イベントとしてその後も続いたラジオ未配信部分を映像として収録。数量限定特典は「えっちーシール」。
下野紘&梶裕貴のRadio Misty 2nd Live（2009年7月25日発売）
出演:下野紘、梶裕貴、代永翼、谷山紀章
2009年4月5日にTHEATRE1010にて開催された第2回公開録音（特別編）の模様に加え、イベントとしてその後も続いたラジオ未配信部分を映像として収録。インターコミュニケーションズ通信販売、アニメイト全店での初回版特典として「第3回公開録音チケット先行応募用紙」が封入された。
下野紘&梶裕貴のRadio Misty 特別編2 僕らの大江戸温泉物語（2010年4月25日発売）
出演：下野紘、梶裕貴
ロケーションDVD第2弾。大江戸温泉物語を舞台に、「癒してあげNight」の特別版や、旅館ならではの足湯・食事・ゲームコーナーなどの娯楽を使用した特別コーナーを収録している。前回同様、コスプレ要素あり。初回版はメイキング映像が収録された特典DVD付きの2枚組仕様。
下野紘&梶裕貴のRadio Misty 第4回公開録音（2010年6月25日発売）
出演：下野紘、梶裕貴、寺島拓篤
2010年2月21日に科学技術館 サイエンスホールにて開催された第4回公開録音（第62回配信分）の模様に加え、イベントとしてその後も続いたラジオ未配信部分を映像として収録。初回特典は「えっちーステッカー」。

### DJCD
隔週配信していた1年間分の過去のバックナンバー（「作品紹介のコーナー」とエンディングにあるサイン色紙抽選部分は除く）と、パーソナリティの録り下ろしコメントを収録した番組CD。毎巻、初回特典として「えっちーステッカー」が付く。2009年4月から2010年4月まで毎月25日に1巻ずつ発売された。最終巻であるVol.12.5には録り下ろし回として『今暴かれるえっちーの謎!?』と題したえっちーのプロフィールについてのトークなどが収録されている。
番組2周年記念として、「へーんしん!特別バージョン」や、兄弟番組『Dolce compagni』のパーソナリティである立花慎之介と前野智昭からの祝杯コメントを収録した完全録り下ろし内容のDJCDが発売された。初回特典はメッセージカード。
| 巻数     | 発売日                               | 収録内容             |
| -------- | ------------------------------------ | -------------------- |
| Vol.1    | 2009年4月25日（同年4月5日先行発売）  | 第1、2回             |
| Vol.2    | 2009年5月25日                        | 第3、4回             |
| Vol.3    | 2009年6月25日                        | 第5、6回             |
| Vol.4    | 2009年7月25日                        | 第7、8回             |
| Vol.5    | 2009年8月25日                        | 第9、10回            |
| Vol.6    | 2009年9月25日                        | 第11、13回           |
| Vol.7    | 2009年10月25日                       | 第14、15回           |
| Vol.8    | 2009年11月25日                       | 第16、17回           |
| Vol.9    | 2009年12月25日                       | 第18、19回           |
| Vol.10   | 2010年1月25日                        | 第20、21回           |
| Vol.11   | 2010年2月25日（同年2月21日先行発売） | 第22、23回           |
| Vol.12   | 2010年3月25日                        | 第24、25回           |
| Vol.12.5 | 2010年4月25日                        | 第26回、録り下ろし回 |
| Special  | 2010年8月25日                        | 完全録り下ろし       |

### 音楽CD
下野紘と梶裕貴がしもかじ。というユニット名で歌う音楽CD。
「Tomorrow's wind/Misty Moon」（2009年9月25日発売/同年8月30日先行発売）

### ドラマCD
Radio Misty 特別版 クリスマス&バレンタイン ショート・ドラマ Dear…（2010年4月25日発売/同年2月21日先行発売）
第52回にクリスマススペシャルとして番組内で配信されたドラマ「赤い鼻のふたり」と、出演者に寺島拓篤を迎えバレンタインに因んだドラマ「ショコラ・フェアリー」の2つの短編を収録したドラマCD。出演者、配役は以下の通り（「赤い鼻のふたり」/「ショコラ・フェアリー」 の順に表記）。原作・脚本はこぐれ京。
下野紘：トナカイ、店長、タクシー運転手/カンちゃん
梶裕貴：サンタクロース、子供/妖精、コウちゃん
寺島拓篤：店長（「ショコラ・フェアリー」のみ出演）
Simple Tone（2010年9月25日発売）
番組内で、2010年7月から9月まで配信されたオリジナルドラマの未配信部分も収録した完全版ドラマCD。メインキャストは#Simple Toneを参照。初回特典はフリートークCD。脚本は晴久源。ジャケットイラストは山下大輔。

### 非売品
下野紘&梶裕貴のRadio Misty 第三回公開録音
2009年8月30日に浜離宮朝日ホールで行われた第3回公開録音の模様を収録したCD。現在は受付終了しているが、入手方法はDJCDのVol.4〜7の中で応募券3つを集めて送るという全員サービス形式。

## 公式サイト
- 下野紘＆梶裕貴のRadio Misty HP - 閉鎖。（2010年10月8日時点のアーカイブ）
- インターコミュニケーションズHP - 閉鎖。（2010年11月24日時点のアーカイブ）